# Força Terrestre de l'Exèrcit Popular de Corea
La Força Terrestre de l'Exèrcit Popular de Corea (en coreà 조선인민군 륙군 RR Joseon-inmingun yuggun), és el component terrestre de les Forces Armades de Corea del Nord. Kim Jong-un és el Comandant Suprem de l'Exèrcit Popular de Corea i el President de la Comissió Nacional de Defensa de Corea del Nord. L'Exèrcit de Terra forma part de les Forces Armades de Corea del Nord juntament amb l'Armada de l'Exèrcit Popular de Corea, la Força Aèria de l'Exèrcit Popular de Corea, i les Forces Especials de Corea del Nord.

## Pressupost
El pressupost anual de les Forces Armades de Corea del Nord és de 5,000 milions de dòlars. L'organització de recerca nord-americana ISIS va informar que Corea del Nord disposava de suficient material per a produir entre dues fins a nou armes nuclears. La política del Sungun de “l'exèrcit primer” eleva al EPC a una posició de privilegi en el govern i en la societat.

## Història
L'any 1978, Kim Il-sung va decretar que el “Dia de Fundació de l'Exèrcit” es canviés del 8 de febrer al 25 d'abril, el dia nominal de l'establiment de la seva guerrilla independentista contra l'Imperi Japonès el 1932, per reconèixer el suposat origen indígena del EPC i ocultar els seus orígens soviètics. Una activa indústria militar s'ha desenvolupat per produir míssils balístics de llarg abast com el Nodong-1.
Corea del Nord és un dels països més militaritzats del món, tenint el quart Exèrcit més gran del món explicant, aproximadament, amb 1.106.000 quadres armats i amb al voltant del 20% de població masculina d'entre 17 i 54 anys servint en les forces armades regulars. El servei militar de 10 anys és obligatori per a la majoria dels homes. També existeix una força de reserva d'uns 8.200.000 homes. El EPC opera una enorme xarxa d'instal·lacions militars disperses pel país, una gran capacitat de producció d'armes, un dens sistema de defensa aèria, la tercera reserva d'armes químiques del món, i inclou el contingent de forces especials més nombrós del món (conformat per 180.000 homes).
Encara que l'antiguitat del seu equipament, a causa de la greu situació econòmica del país, és vist com el major defecte en les capacitats de les seves forces armades, és considerat una amenaça potencialment important a causa de la seva grandària i proximitat a àrees densament poblades.
El EPC considera com la seva major amenaça a les Forces Armades de la República de Corea i a la United States Forces Korea (USFK) a través de la Zona desmilitaritzada de Corea des de l'Acord d'Armistici que va posar un alto el foc a la Guerra de Corea el 1953.
Els orígens de l'Exèrcit Popular de Corea es remunten a 1939 amb l'Exèrcit de Voluntaris Coreans (EVC) format en Yan'an (Xina). Els dos individus responsables de la formació d'aquest cos armat van ser Kim Tu-bong i Mu Chong. Al mateix temps, va ser establerta una escola per entrenar líders polítics i militars per a una futura Coreja independent. Para 1945, el EVC havia crescut fins a aconseguir, aproximadament, els 1.000 homes; la majoria desertors coreans de l'Exèrcit Imperial Japonès. Durant aquest període, el EVC va barallar al costat de les forces del Partit Comunista Xinès, dels qui van aconseguir armes i munició. Després de la derrota del Japó en la Segona Guerra Mundial, el EVC va acompanyar a les forces xineses dins de Manxúria, amb la intenció de reclutar més voluntaris entre la població coreana de la regió per després entrar en la Península de Corea. Al setembre de 1945 comptaven amb una força de 2.500 homes a la seva disposició.
Acabada la guerra i durant l'ocupació per part de la Unió Soviètica del territori al nord del Paral·lel 38° nord, la caserna general del XXV Exèrcit Soviètic en Pyongyang va publicar a l'octubre de 1945 una declaració ordenant a tots els grups de resistència armada que es dissolguessin. Uns 2.000 coreans amb experiència prèvia en l'Exèrcit Rojo van ser enviats a diversos llocs al voltant del país per organitzar forces policials amb el permís de les casernes generals soviètiques, i la nova força va ser creada el 21 d'octubre del mateix any.
Les casernes generals van sentir la necessitat d'una unitat separada per a la seguretat de carreteres, i la formació de la mateixa va ser anunciada l'11 de gener de 1946. Aquesta unitat va ser activada el 15 d'agost del mateix any per supervisar a les forces de seguretat existents i la creació d'unes forces armades nacionals.
La primera escola polític-militar de Corea del Nord, l'Acadèmia Militar de Pionyang (Escola d'Oficials del EPC nº2 des de gener de 1949), encapçalada per Kim Chaek, un aliat de Kim Il-sung, va ser fundada a l'octubre de 1945 sota la tutela soviètica per entrenar guàrdies popular o unitats de seguretat pública. En 1946 els graduats de l'escola van entrar en la policia regular i unitats de seguretat pública. Aquestes forces de seguretat lleugerament armades incloïen seguidors de Kim Il-Sung i veterans que van tornar de la República Popular de la Xina. Aviat es va unir a la tasca de formació d'oficials polítics i militars per a les noves forces armades l'Escola Central de Policia (que es va transformar en l'Acadèmia Militar del EPC al desembre de 1948).
Una vegada organitzada la milícia i amb les instal·lacions per a l'educació dels nous reclutes completades, el Cos de Disciplina Policial va ser reorganitzat en la Caserna General del Cos d'Exèrcit Popular de Corea. Les unitats, fins a aquest moment semioficials, es van transformar en unitats militars regulars i van rebre uniformes, equipament i armes soviètiques.
El Departament de Seguretat Estatal, precursor del Ministeri de Defensa, va ser creat com a part del Comitè Popular Interí el 4 de febrer de 1948. La creació formal de l'Exèrcit Popular de Corea va ser anunciada quatre dies després, el 8 de febrer, set mesos abans que el govern de la República Democràtica Popular de Corea fos proclamat el 9 de setembre de 1948. Addicionalment va ser establert el Ministeri de les Forces Armades de Poble, que controlava a batalló de guàrdia central, dues divisions i una brigada mixta independent.
Abans que esclatés la Guerra de Corea, Ióssif Stalin va equipar al EPC amb moderns tancs, camions, artilleria i armes petites (en aquest moment l'Exèrcit de Corea del Sud no tenia gens comparable ni en nombre ni en equip).
Durant les fases inicials de la Guerra de Corea en 1950, el EPC ràpidament va forçar la retirada de les forces de Corea del Sud i va capturar la seva capital, Seül, solament per perdre 70.000 de les seves 100.000 homes en la tardor, després del desembarcament amfibi de forces dels Estats Units d'Amèrica en la batalla d'Inchon i la subsecuente retirada cap al Riu Yalu. Després d'això el EPC jugaria un rol menor, deixant el protagonisme a les forces expedicionarias de la República Popular de la Xina en la resta de la guerra. Per al moment de l'armistici en 1953, el EPC havia sofert 290.000 baixes i perdut a 90.000 homes com a presoners de guerra.

## Equipament

### Armes
Els soldats del EPC estan armats amb morters, i armes automàtiques com el fusell d'assalt AK-47. l'EPC usa armes d'origen estranger, especialment de la Federació Russa, i de la República Popular de la Xina.

### Vehicles
| Nom          | Tipus                              | Quantitat | Origen                                      | Imatge |
| ------------ | ---------------------------------- | --------- | ------------------------------------------- | ------ |
| T-55         | Tanc                               | 1.600     | Unió de Repúbliques Socialistes Soviètiques |        |
| Chonma-ho    | Tanc                               | 1.000     | Corea del Nord                              |        |
| T-62         | Tanc                               | 800       | Unió de Repúbliques Socialistes Soviètiques |        |
| Pokpung-ho   | Tanc                               | 500       | Corea del Nord                              |        |
| Tipus 59     | Tanc                               | 175       | República Popular de la Xina                |        |
| Tipus 85 AFV | Vehicle blindat de combat          | 3.200     | República Popular de la Xina                |        |
| PT-76        | Vehicle de combat d'infanteria     | 550       | Unió de Repúbliques Socialistes Soviètiques |        |
| BMP-1        | Vehicle de combat d'infanteria     | 100       | Unió de Repúbliques Socialistes Soviètiques |        |
| BTR-60       | Transport blindat de personal      | 1.000     | Unió de Repúbliques Socialistes Soviètiques |        |
| Tipus 63     | Transport blindat de personal      | 500       | República Popular de la Xina                |        |
| BTR-80       | Transport blindat de personal      | 35        | Unió de Repúbliques Socialistes Soviètiques |        |
| MAZ-7917     | Llançacoets                        | 10        | Unió de Repúbliques Socialistes Soviètiques |        |
| MAZ-7310     | Llançacoets múltiple               |           | Unió de Repúbliques Socialistes Soviètiques |        |
| BM-21        | Llançacoets múltiple de 240 mm     | -         | Unió de Repúbliques Socialistes Soviètiques |        |
| Tipus 63     | Llançacoets múltiple de 107 mm     | -         | República Popular de la Xina                |        |
| SU-100       | Caçatancs de 100 mm                | -         | Unió de Repúbliques Socialistes Soviètiques |        |
| M-1974       | Artilleria autopropulsada de 122mm | -         | República Popular Democràtica de Corea      |        |
| M-1978       | Artilleria autopropulsada de 170mm | -         | República Popular Democràtica de Corea      |        |
| ZSU-57-2     | Defensa antiaèria                  | -         | Unió de Repúbliques Socialistes Soviètiques |        |

### Camions i vehicles tot terreny
| Nom              | Tipus       | Unitats | Origen                       | Imatge |
| ---------------- | ----------- | ------- | ---------------------------- | ------ |
| Mercedes G-Class | Tot terreny |         | Alemanya                     |        |
| Ford Bronco      | Tot terreny |         | Estats Units                 |        |
| Thairung TR-MUV  | Tot terreny |         | Tailàndia                    |        |
| UAZ-3151         | Tot terreny |         | Unió Soviètica               |        |
| Iveco Eurocargo  | Camió       |         | Itàlia                       |        |
| Dongfeng 4x4     | Camió       |         | República Popular de la Xina |        |
| Ural-4320        | Camió       |         | Unió Soviètica               |        |
| ZIL-130          | Camió       |         | Unió Soviètica               |        |
| ZIL-131          | Camió       |         | Unió Soviètica               |        |

## Graduació militar
| Sots-oficials          | Sots-oficials | Sots-oficials | Soldats                  | Soldats                  | Soldats                | Soldats     |
| ---------------------- | ------------- | ------------- | ------------------------ | ------------------------ | ---------------------- | ----------- |
|                        |               |               |                          |                          |                        |             |
| T'ŭkmu-sangsa 특무상사 | Chungsa 중사  | Hasa 하사     | Sanggŭp-pyŏngsa 상급병사 | Chungŭp-pyŏngsa 중급병사 | Hagŭp-pyŏngsa 하급병사 | Chŏnsa 전사 |

| Generals     | Generals      | Generals       | Generals    | Caps        | Caps         | Caps          | Oficials   | Oficials   | Oficials    | Oficials     |
| ------------ | ------------- | -------------- | ----------- | ----------- | ------------ | ------------- | ---------- | ---------- | ----------- | ------------ |
|              |               |                |             |             |              |               |            |            |             |              |
| Taejang 대장 | Sangjang 상장 | Chungjang 중장 | Sojang 소장 | Taejwa 대좌 | Sangjwa 상좌 | Chungjwa 중좌 | Sojwa 소좌 | Taewi 대위 | Sangwi 상위 | Chungwi 중위 |

|  | Comandant en cap | Mariscal   |
|  | ---------------- | ---------- |
|  |                  |            |
|  | Dae Wonsu 대원수 | Wonsu 元帥 |